# Rarum est felix idemque senex
Rarum est felix idemque senex (лат. изговор: рарум ест феликс идемкве сенекс). Ријетко је ко срећан и уједно стар. (Сенека)

## Поријекло изреке
Ову  је изрекао почетком нове ере познати римски књижевник и филозоф Сенека.

## Слично у српској поп музици
Вођа поп групе „Плави оркестар“ Саша Лошић Лоша у једној својој пјесми каже:
| „ | Боље бити пијан него стар | ” |

.

## Тумачење
Старост и срећа не иду заједно. Најчешће су индиректно пропорционалне. Што је већа старост то је срећа у њој мање вјероватна. (Старост-болест; старост-самоћа; старост-близина смрти, старост-мудрост...)